# Ledová silnice

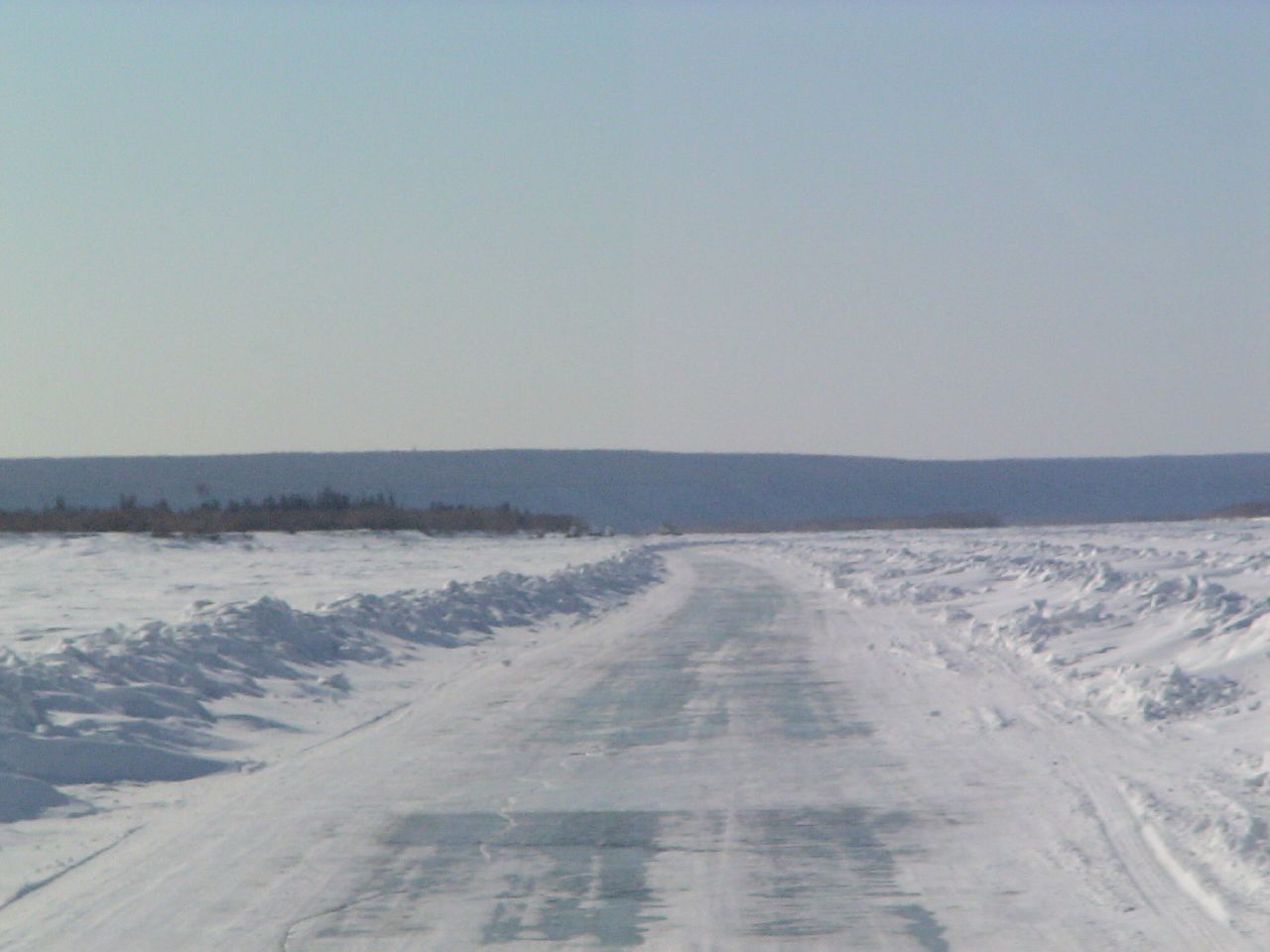
Ledová silnice přes Lenu v Rusku

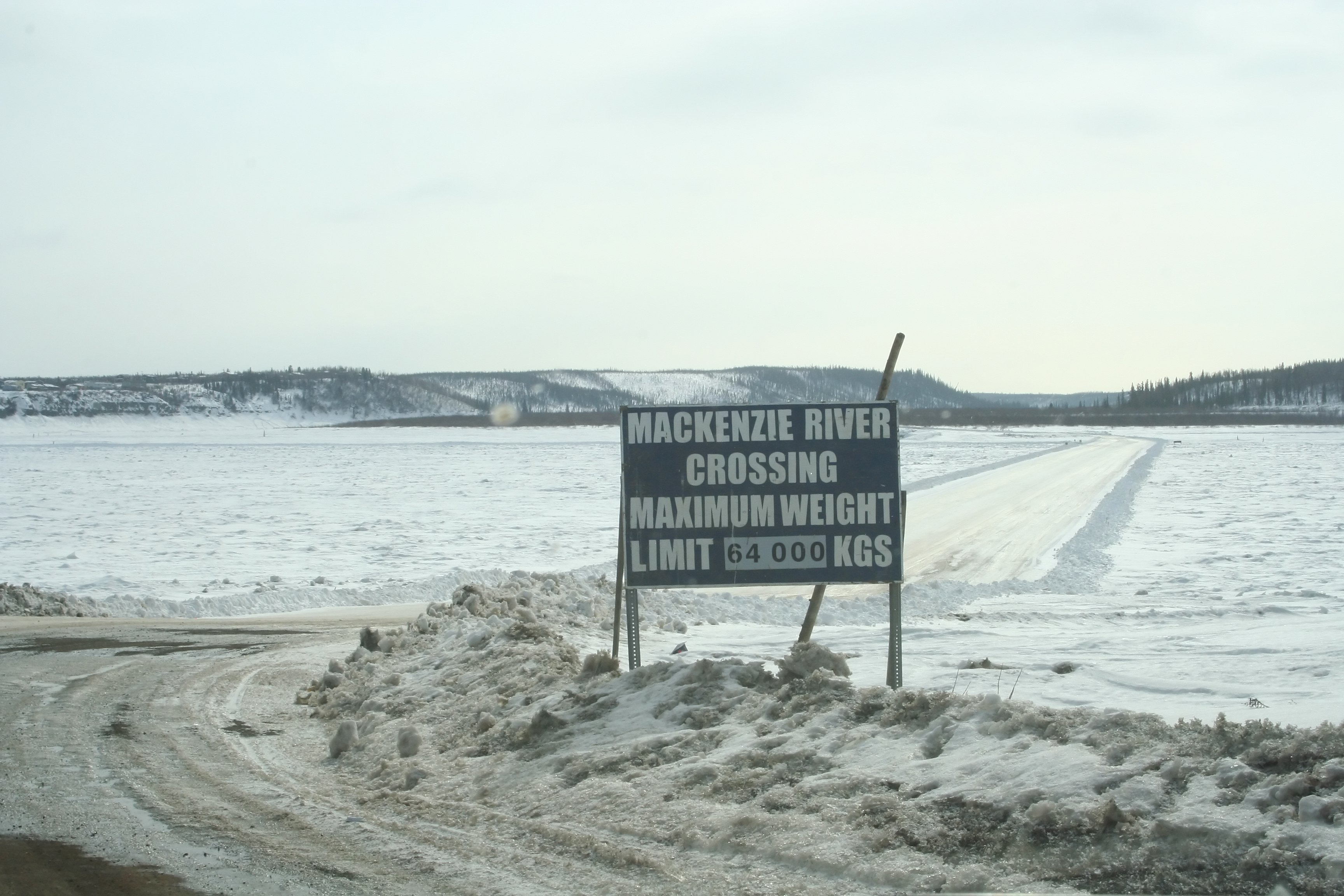
Zimní přejezd řeky Mackenzie s aktuální povolenou hmotností vozidel

Ledová silnice, případně ledový most nebo ledová cesta je označení pro dopravní cestu vedoucí po zamrzlé řece, jezeru, moři nebo jiné vodní ploše. Jedná se o poměrně běžnou sezónní záležitost v severských zemích, v Kanadě, Spojených státech amerických, Rusku, Finsku a Švédsku. Často se jedná o náhradu trajektových tras.
V Evropě dříve vedla jedna z nejdelších ledových silnic přes Botnický záliv ze Švédska do Finska přes souostroví Kvarken, v moderní době má ovšem přednost lodní doprava a led v této oblasti rozbíjejí ledoborce. Nejdelší ledovou silnicí v Baltském moři tak bývá silnice na estonský ostrov Hiiumaa dlouhá 25 kilometrů.
Historicky významná ledová silnice byla takzvaná „Cesta života“, po které byl přes Ladožské jezero zásobován obležený Leningrad za druhé světové války.
Existence ledových silnic může v důsledku znamenat, že některá místa jsou nebo byla pozemní dopravou přístupná jen v zimě, zatímco v létě přes bažiny a mělké řeky nelze projet. Například Tuktoyaktuk v Kanadě je v létě přístupný pouze letecky a lodí z oceánu; z kanadského vnitrozemí tam cesta nevede (koncem roku 2017 ovšem má být uvedena do provozu celoroční silnice). Podobně město Kirensk v Rusku je v létě přístupné jen lodí nebo letecky, i když silniční síť začíná hned na druhém břehu Leny.
V místech, kde jsou oficiální ledové silnice, platí ohledně těchto silnic zvláštní pravidla silničního provozu a správce dané silnice se stará o aktualizaci značení, zejména povolené hmotnosti a rychlosti vozidel, v závislosti na podmínkách, zejména na aktuální tloušťce ledu. Především těžká nákladní vozidla musí také dodržovat předepsaný odstup.
Televizní stanice History natočila o jízdě po ledových silnicích v Kanadě a na Aljašce seriál Trucky na ledě.